# Knud Rex
Knud Rex (* 30. März 1912 in Kopenhagen; † 24. Dezember 1968 ebenda) war ein dänischer Schauspieler.

## Leben
Knud Rex wuchs als Sohn von Emanuel Rex (1884–1926) und dessen Frau Asta Zacho (1883–1961) in Kopenhagen auf, wo er zeitlebens wohnte.
Nach seinem Schulabschluss absolvierte er von 1929 bis 1932 seine Schauspielausbildung an der Eleveskole des Königlichen Theaters Kopenhagen, wo er auch sein Bühnendebüt als Darsteller hatte. Als Bühnendarsteller wirkte er in zahlreichen Theaterstücken, Musicals und in Kabarett-Programmen mit, so unter anderem auch am Folketeatret, am Betty-Nansen-Theater, am Aarhus Teater, am Odense Teater, am Frederiksberg-Theater, am Aalborg-Theater oder am Theater Helsingør. Er trat auch als Pantomime im Kopenhagener Vergnügungspark Tivoli auf. Rex wirkte als Schauspieler vor der Kamera von 1936 bis zu seinem Tod in mehr als 30 Film-und-Fernsehproduktionen mit. Seine letzte Rolle spielte er 1969 als Baron Søborg in der deutschen Serie Ida Rogalski.
Knud Rex war zweimal verheiratet und hatte aus seiner ersten Ehe eine Tochter und einen Sohn. Rex starb am 24. Dezember 1968 im Alter von 56 Jahren. Seine Grabstätte befindet sich auf dem Ældre-Kirkegard in Frederiksberg.

## Filmografie (Auswahl)
- 1936: Sol over Danmark
- 1939: Komtessen paa Steenholt
- 1942: Natekspressen P 903
- 1949: Den stjaalne Minister
- 1957: In letzter Minute
- 1957: Für zwei Groschen Zärtlichkeit
- 1965: Kaliber 7,65 – Diebesgrüße aus Kopenhagen
- 1966: Hunger
- 1966: Untreue
- 1967: Sie treffen sich, sie lieben sich und ihr Herz ist voller süßer Musik
- 1968: Als im P... das Licht ausging
- 1969: Ida Rogalski (Fernsehserie, 1 Folge)